# Роклеџ (Флорида)
Роклеџ (енгл. Rockledge) град је у америчкој савезној држави Флорида. По попису становништва из 2010. у њему је живело 24.926 становника.

## Демографија
Према попису становништва из 2010. у граду је живело 24.926 становника, што је 4.756 (23,6%) становника више него 2000. године.
| Група             | 2000.          | 2010.          |
| Белци             | 15.885 (78,8%) | 18.569 (74,5%) |
| Афроамериканци    | 2.952 (14,6%)  | 3.608 (14,5%)  |
| Азијати           | 335 (1,7%)     | 604 (2,4%)     |
| Хиспаноамериканци | 662 (3,3%)     | 1.590 (6,4%)   |
| Укупно            | 20.170         | 24.926         |